# Oxxo
OXXO ist eine Handelskette in Mexiko und gehört zu der Getränkefirma Fomento Económico Mexicano (FEMSA).
Die ersten OXXO-Läden wurden 1978 in Monterrey eröffnet. Im folgenden Jahr folgten Shops in Chihuahua, Hermosillo und Mexicali. Seit 1994 operiert das Unternehmen unabhängig aber trotzdem als Teil der FEMSA. Im Februar 1999 konnte der 1000. OXXO-Laden eröffnet werden. 2011 betrieb das Unternehmen mehr als 8.400 Shops in 350 Städten verteilt in ganz Mexiko. Es war damit landesweit das größte Einzelhandelsunternehmen. Weitere rund 1.200 Shops waren ab 2011 geplant.
Bedient werden die über 8.400 Ableger von 12 Distributionslagern (Operational Bases), die sich in den folgenden mexikanischen Städten befinden:
- Apizaco, Tlaxcala
- Chihuahua, Chihuahua
- Coatepec, Veracruz
- Guadalajara, Jalisco
- León, Guanajuato
- Mérida, Yucatán
- Mexicali, Baja California
- México D.F.
- Morelia, Michoacán
- Monterrey, Nuevo León
- Navojoa, Sonora
- Orizaba, Veracruz
- Tecate, Baja California
- Toluca, Estado de México
- Villahermosa, Tabasco

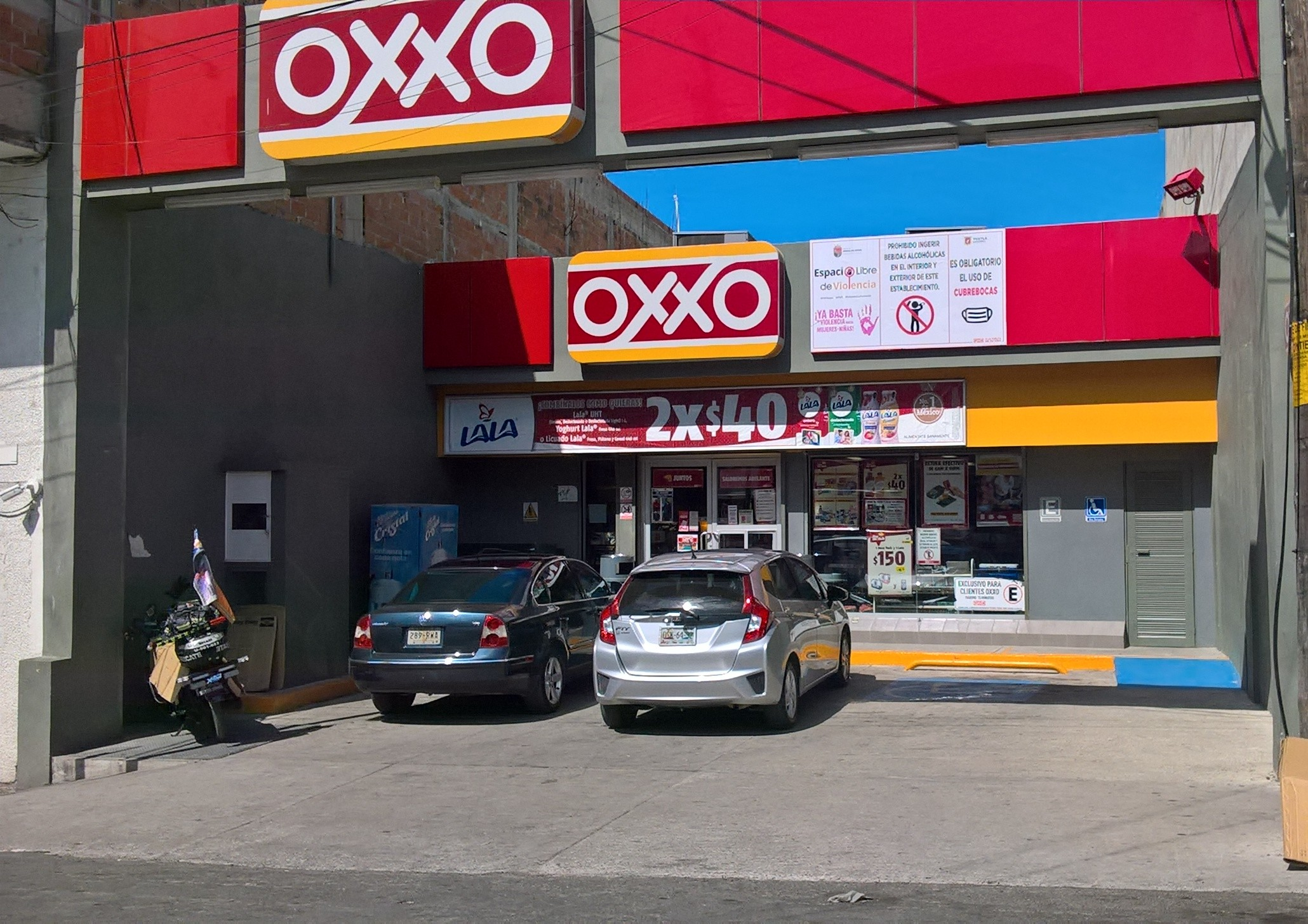
Ein OXXO-Laden in den typischen Firmenfarben

Einen OXXO findet man praktisch an jeder Ecke in größeren Städten, neben Autobahntankstellen und in der Nähe von Mautstellen. Der typische Laden ist in den Farben rot und gelb gestrichen und beinhaltet Artikel des täglichen Gebrauchs, Esswaren, eine große Auswahl an Getränken (alkoholfrei sowie alkoholhaltig) und eine kleine Essecke mit Mikrowelle und Fastfood. An der Kasse werden nebenbei auch elektronische Prepaidguthaben aller großen mexikanischen Telefonfirmen verkauft. Die OXXO-Shops sind 24 Stunden an 7 Tagen die Woche geöffnet – nachts wird man aus Sicherheitsgründen überwiegend durch ein Guckloch bedient. In manchen Städten, wie z. B. Mérida, sind die Supermärkte rund um die Uhr zugänglich. Täglich bedienen sämtliche OXXO-Shops insgesamt über 6,5 Millionen Kunden.
Direkte Konkurrenz von OXXO ist beispielsweise die Kette 7 Eleven, welche auch in Mexiko operiert.